# Estadio Francisco José Rodrigues
El Estadio Francisco José Rodrigues es un recinto deportivo situado en la localidad de Mosteiros de la isla de Fogo, Cabo Verde.
En este estadio se juegan todos los partidos del campeonato de fútbol de los equipos de Mosteiros.
El campo es de césped artificial y sus dimensiones son de 100 x 64 metros, el aforo es de 1 220 espectadores.